# Riga ottica

1- Sorgente luminosa 2- Lente 3-Maschera 4-Riga 5-Fotocellule

La riga ottica è uno strumento utilizzato in automazione industriale come trasduttore digitale. Il suo compito è di trasmettere in tempo reale all'unità centrale di governo, sotto forma di segnale elettrico, la posizione occupata da un elemento mobile installato a bordo di una macchina. È quindi un trasduttore di posizione.
La riga ottica funziona con lo stesso principio dell'encoder ottico ma mentre il primo è adatto a misurazioni lineari (di elementi in traslazione), il secondo svolge misurazioni angolari (di elementi in rotazione).

## Elementi costruttivi
La riga ottica si compone di una parte fissa e di una parte mobile. La parte fissa è costituita da una riga di materiale trasparente (ad esempio vetro) che reca delle tacche serigrafate ad intervalli regolari. La parte mobile è invece formata da una sorgente luminosa, da una lente convergente, da una maschera forata di esplorazione e da un gruppo di fotocellule riceventi.

## Funzionamento
La sorgente luminosa genera un fascio luminoso che passando attraverso la lente viene reso perpendicolare rispetto alla maschera forata. Parte della luce supera la maschera (che ne aumenta il contrasto) e va a colpire la riga di vetro. Possono verificarsi due situazioni: se il fascio di luce colpisce la tacca serigrafata, la fotocellula non riceverà nulla (segnale 0); in caso contrario la fotocellula rileverà il fascio (segnale 1). L'insieme dei segnali delle fotocellule fornirà un'informazione circa la posizione esatta della parte mobile.

## Applicazioni
La riga ottica è ampiamente utilizzata nelle macchine a controllo numerico computerizzato (CNC) quando sia necessario operare un controllo sui movimenti di traslazione. Nelle fresatrici è ad esempio montata sulle tavole portapezzo.
Se corredata da tacche supplementari di riferimento sulla parte fissa può svolgere la funzione di trasduttore assoluto, altrimenti è in generale un trasduttore incrementale. La sensibilità strumentale indicativa è di 10 micrometri al metro.